# Trofosoom
Een trofosoom is een orgaan, als een soort middendarm, met symbiotische bacteriën dat bij sommige dieren voorkomt en zorgt voor het voedsel van hun gastheer. Trofosomen bevinden zich in de coelome lichaamsholte van:
- buiswormen (Siboglinidae) behorend tot de voormalige stam Vestimentifera, bijvoorbeeld bij de reusachtige kokerworm (Riftia pachyptila]),
- symbiotische platwormen van het geslacht Paracatenula.[1]
- rondwormen, zoals bij de rondwormen van de familie Mermithidae

Bij de buiswormen (Siboglinidae) en de symbiotische platwormen van het geslacht Paracatenula oxideren de symbiotische bacteriën, die in het trofosoom leven de zwavel of sulfide uit de omgeving van de worm en produceren via assimilatie organische moleculen uit koolstofdioxide, die de gastheren kunnen gebruiken voor voeding en als energiebron. Dit proces staat bekend als chemosynthese of lithoautotrofie. 